# Towans Hotel
Das Towans Hotel ist ein Hotelgebäude in der schottischen Stadt Prestwick in der Council Area South Ayrshire. 1995 wurde das Bauwerk in die schottischen Denkmallisten in der Kategorie B aufgenommen. Diese Einstufung wurde jedoch 2015 aufgehoben.

## Geschichte
Das Gebäude entstand zwischen den Jahren 1897 und 1902. Als Architekt zeichnet Alexander Nisbet Paterson, ein enger Kollege von Charles Rennie Mackintosh, verantwortlich. In den 1950er Jahren erwarben die Eltern des späteren Torhüters der Glasgow Rangers, Norrie Martin, den Betrieb. Später ging das Hotel an Norrie Martin über. Im Jahre 1996 versuchte der in finanzielle Schieflage geratene Martin den Betrieb zu veräußern. Da die potentiellen Investoren das Gebäude jedoch auf Grund des bestehenden Denkmalschutzes nicht niederreißen durften, platzten Martins Pläne. Auch eine Intervention des Unterhausabgeordneten Phil Gallie zu Martins Gunsten veränderte die Sachlage nicht. Im August 1996 entstand durch einen Brand ein auf 600.000 £ geschätzter Sachschaden. Das Hotel wurde anschließend restauriert.

## Beschreibung
Das Gebäude liegt am Nordrand von Prestwick rund hundert Meter von dem Gelände des Flughafens Glasgow-Prestwick entfernt. Der asymmetrische, ein- bis zweistöckige Gebäudekomplex ist im Stile der Arts-and-Crafts-Bewegung gestaltet. Die harlverputzten Fassaden sind mit Details aus rotem Backstein gestaltet. Von dem schiefergedeckten Dächern ragen markante, wuchtige Kamine auf, die ebenfalls mit Harl verputzt sind.